# Incisioni rupestri di Torri del Benaco
Le incisioni rupestri di Torri del Benaco si estendono lungo un territorio che va da Punta San Vigilio a Crero, ma le concentrazioni più rilevanti si riscontrano nei pressi della località Brancolino sul Lago di Garda.

## Storia
Le incisioni rupestri del Garda vennero scoperte nel 1964 dal professore Mario Pasotti, che ne ebbe intuizione dopo aver visitato le Incisioni rupestri della Val Camonica. Infatti, esplorando le placche di roccia di origine glaciale, che si rinvengono numerose sulle colline che da Punta San Vigilio arrivano a Malcesine, rinvenne un gran numero di incisioni soprattutto in località Brancolino nel comune di Torri del Benaco.
I graffiti vennero trovati non tanto grazie alla vista, quanto piuttosto attraverso il senso del tatto; dopodiché per renderli visibili vennero puliti e lavati con acqua e brusca di saggina per rimuovere la sporcizia. Nel corso dei primi anni di studi e ricerca, vennero adottati dei metodi di rilevamento e documentazione, già sperimentati con le rocce camune, che si rivelarono in un secondo momento dannosi per le rocce benacensi. Il procedimento consisteva nell'applicazione sulla roccia di bianco, verosimilmente gesso, strofinando successivamente un panno intriso di inchiostro nero con lo scopo di evidenziare le incisioni diventate bianche su uno sfondo scuro.
Un'altra tecnica, più semplice, economica e meno invasiva, utilizzata per eseguire la riproduzione delle incisioni, è quella dello strofinamento (frottage). Questa prevede, dopo un'accurata pulizia della roccia, l'applicazione di un foglio di carta bianca a contatto con il disegno da rilevare su cui vengono strofinati velocemente elementi naturali dei più vari (erba, foglie, carta carbone, terra) al fine di ottenere un calco a grandezza naturale.
Un lavoro di catalogazione con la realizzazione di un Corpus contenente la riproduzione in china di tutte le incisioni rupestri benacensi e la schedatura di tutte le rocce è stato effettuato in collaborazione con il Museo civico di Storia Naturale di Verona.
A continuare il lavoro di Mario Pasotti fu Fabio Gaggia che partecipò attivamente alla costituzione nel 1985 del Centro Studi per il Territorio Benacense con il preciso scopo di contribuire alla valorizzazione degli aspetti culturali dell'area. Nello stesso anno venne allestita, nel Museo del Castello Scaligero di Torri del Benaco, la sala delle incisioni rupestri del Garda con l'obiettivo di divulgarle a un pubblico più ampio.
Tuttavia, l'operato di questi studiosi e del loro team di ricerca non trova riscontri presso le istituzioni e le autorità pubbliche. La mancanza di un patrocinio istituzionale che le preservi e le valorizzi con adeguati progetti, inevitabilmente porterà al danneggiamento di questo inestimabile patrimonio culturale. Infatti, le rocce del Garda per la loro natura geologica sono intaccabili dalle acque pluviali e di scorrimento e facilmente esposte ad atti di vandalismo.

## Descrizione
L'arte rupestre del Monte Baldo si concentra sulla riva veronese del Lago, compresa fra Garda, Torri del Benaco, Costermano sul Garda, Brenzone sul Garda, Malcesine. Il maggior addensamento si ha nell'entroterra di Garda e di Torri del Benaco, località in cui sono state mappate almeno 3 000 raffigurazioni distribuite su 250 rocce incise. Le raffigurazioni rupestri sono di notevoli dimensioni e sono state eseguite prevalentemente con la tecnica della martellinatura: i graffiti venivano ottenuti attraverso piccoli e fitti colpi di scalpello che segnavano la roccia con l'utilizzo di ciottoli di quarzite o serpentino.
I temi che ricorrono con una certa frequenza sono le armi, la figura umana, gli animali, i simboli religiosi come la croce, le imbarcazioni, le figure geometriche, gli schemi di gioco come il gioco del filetto e le iscrizioni.
Queste incisioni sono ancora poco conosciute ed è molto difficile riuscire a datarle: in base al colore dell'incisione, alla profondità del segno, al grado di dilavamento, alle sovrapposizioni si è in grado di determinare una cronologia relativa per ogni roccia istoriata. Ci sono casi in cui è possibile riuscire a risalire a una cronologia assoluta per la presenza di elementi i cui confronti rimandano a una specifica epoca storica, come per esempio armi dell'età del Bronzo, imbarcazioni moderne, le croci cristiane dei primi evangelizzatori, i giochi medievali e le navi austriache. Infine, ci sono graffiti di impossibile interpretazione e datazione che lasciano forti dubbi agli studiosi. 

### Elementi caratteristici

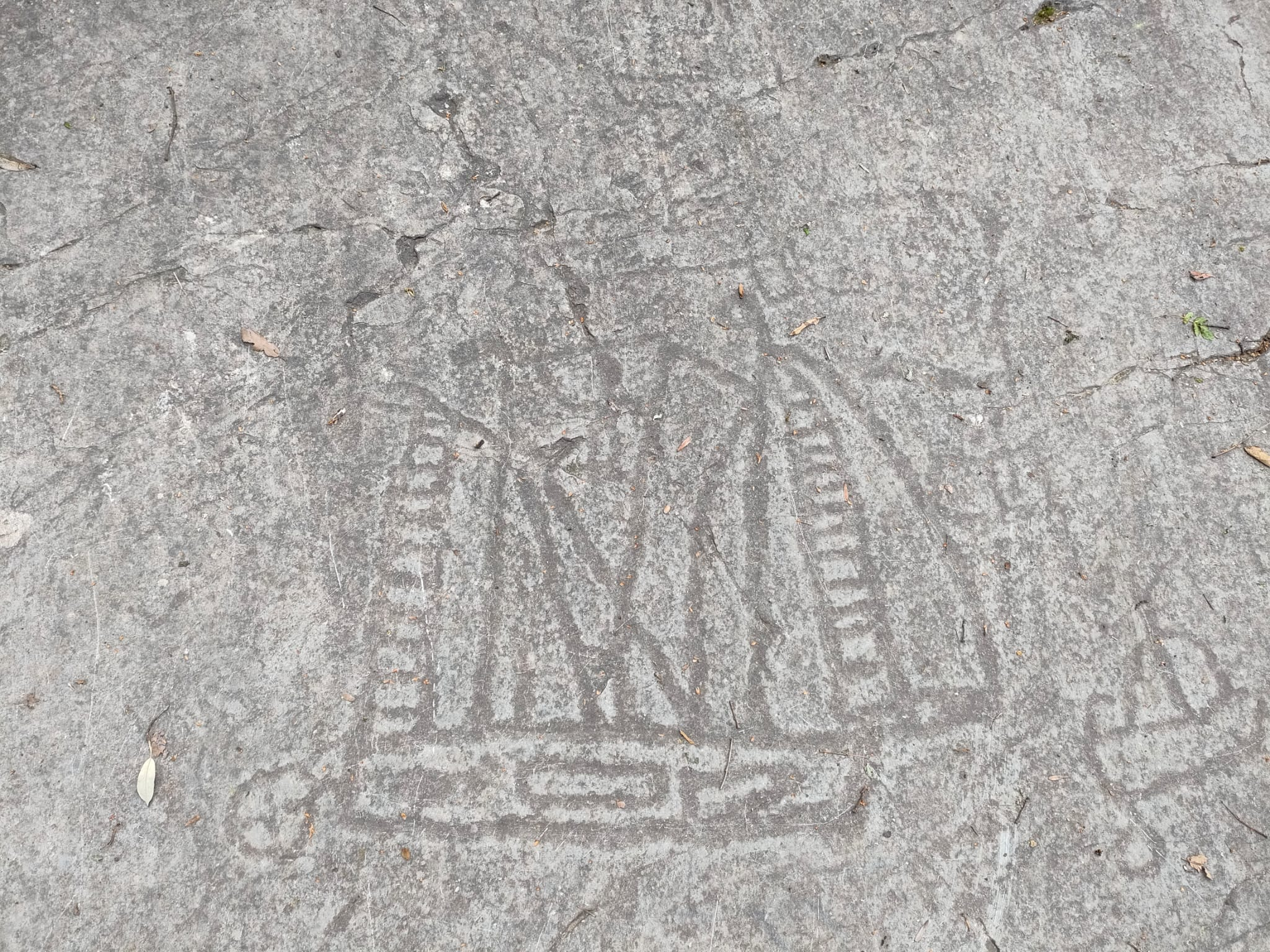
Particolare di imbarcazione ritrovato sulla Pietra delle Griselle.

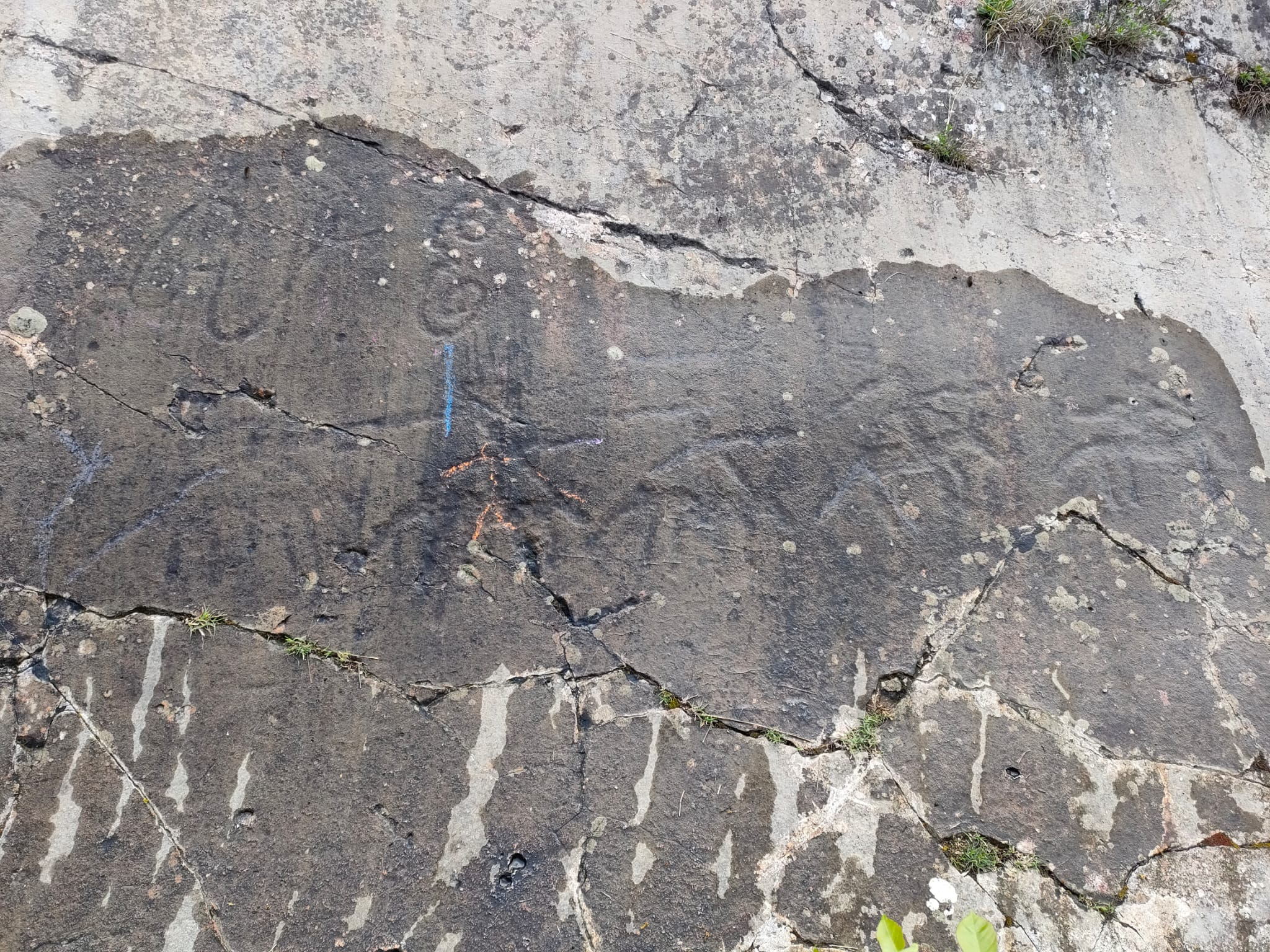
Particolare di cavalieri vandalizzati ritrovato sulla Pietra dei Cavalieri.

L'arte rupestre gardesana è caratterizzata da: 
1. una massiccia presenza di armi e guerrieri che consentono di attribuire una cronologia attraverso confronti;
2. una continuità del fenomeno artistico dalla preistoria fino ai nostri giorni;
3. uno stile schematico e ripetitivo facilitando la comunicazione e le relazioni umane;
4. difficile individuazione, interpretazione e lettura.

### Incisioni rupestri
Le incisioni rupestri ritrovate, studiate e identificate lungo il comprensorio benacense:
- La pietra delle Griselle: fu una delle prime pietre incise scoperte dal professor Pasotti nei pressi di Punta S. Vigilio. Su questa roccia compaiono diversi temi scolpiti in epoche diverse: dalle armi della tarda età del Ferro alle imbarcazioni ottocentesche le cui scalette, griselle, danno il nome a questa roccia. L'elemento di spicco è dato da una corta spada, forse una daga, la quale è connessa ad una composizione di figure umane armate, figure oranti itifalliche, figure circolari (forse simboli solari) e altri simboli non identificati.[10]
- La pietra dei Cavalieri: situata vicino alla pietra delle Griselle nei pressi di Punta S. Vigilio si tratta di una delle più spettacolari composizioni figurative benacense che però nel corso degli anni è stata oggetto ad atti vandalici. Prende il nome per la presenza sulla roccia di dodici uomini a cavallo che indossano elmi con lunghi pennacchi e imbracciano armi riconducibili a delle lance. Questi cavalieri sono forse comandati da un tredicesimo, inciso poco più distante dal gruppo e scarsamente leggibile. La conformità delle incisioni induce a pensare che tutte le figure siano tra loro coeve e appartengono alla stessa scena, forse a immortalare il passaggio di qualche plotone di cavalieri nel territorio. All'inizio venne fatta risalire all'età del ferro per qualche confronto erroneo, poi gli studiosi pensarono ai cavalieri della Tavola Rotonda inerenti al ciclo arturiano di epoca medievale; tuttavia, è più plausibile che questa composizione abbia una cronologia più recente e possa rappresentare un gruppo di cavalieri dell'armata francese al tempo in cui le truppe napoleoniche si concentrarono nei pressi di Rivoli Veronese nel gennaio 1797 per fronteggiare gli austriaci.[11]
- La pietra delle Senge di Marciaga: localizzata nei pressi del confine che divide i comuni di Costermano, Torri del Benaco e Garda, presenta numerose croci di confine sovrapposte a segni più antichi. I soggetti che più si ripetono sono le figure di guerrieri e alcuni dei quali sono rappresentati a cavallo. Fra tutte spicca la figura itifallica di un guerriero che potrebbe assomigliare a un gladiatore romano. Non sono scene di lotta, bensì di difesa: i guerrieri sono rivolti verso sud, verso quei territori da cui potevano attaccare da un momento all'altro le popolazioni nemiche. Sulla base di confronti stilistici e tipologici, gli studiosi datano questo raggruppamento di figure umane tra la fine dell'età del ferro e l'età romana.[12]
- La pietra della Bocca del Trimelô: si trova in un piccolo riparo sottoroccia lungo una parete scoscesa del monte Luppia e presenta sia incisioni note, come le coppelle e il gioco del filetto, che incisioni inedite dal punto di vista della tecnica di esecuzione, ovvero graffiti filiformi (a tecnica lineare). Il tema principale parrebbe una scena di lotta tra guerrieri armati contrapposti: se non fosse per un'iscrizione in caratteri pre-latini sarebbe stato impossibile poter dare una cronologia a questa rappresentazione. L'iscrizione, definita anche come "nord etrusca", non è ancora stata decifrata, tuttavia presenta una lettera del tipo "ad alberello" presente esclusivamente fra le iscrizioni camune. Gli studiosi ritengono che questo complesso di incisioni siano del II secolo a.C., precedenti alla romanizzazione del territorio.[13]
- La pietra della Luna: la roccia si trova lungo un sentiero che anticamente era considerato il più importante percorso che metteva in comunicazione Torri e Crero. I disegni rinvenuti non sono tra loro coevi e questo è stato intuito dalla profondità delle incisioni: più il segno è consumato, più la roccia è antica. In questa roccia vi sono alcuni segni tra loro contemporanei che sembrano appartenere alla stessa scena iconografica: è plausibile che le incisioni più antiche costituiscano un atto di devozione popolare alla Madonna individuato attraverso un codice di lettura, invece quelle più recenti sembrano essere semplici lettere alfabetiche.[14]Particolare della Roccia Grande di Crero.
- La Roccia Grande di Crero: sono presenti incisioni di varie epoche, non identificabili con chiarezza, e che si dispongono sulla parete rocciosa in un ordine caotico e forse tra loro connessi tra lettere alfabetiche, simboli solari, croci di confine, figure umane e quadrupedi.[6]

### Simbologie
Simbologie ricorrenti:
- Animali: sulle pietre benacensi si scorgono quadrupedi individuabili in cavalli, asini, pecore, cani, volpi, serpenti, merli, pesci e topi. Vengono raffigurati in piccole dimensioni e il corpo degli animali è picchiettato e alcuni sono riprodotti con linea di contorno assumendo dimensioni rilevanti.[15]
- Armi: lungo le rocce del Garda sono state rintracciate numerose raffigurazioni inerenti a differenti tipologie di armi come asce, pugnali e spade, che si sono rivelate fondamentali per la datazione delle incisioni rupestri in quanto trovano riscontro con i reperti archeologici soprattutto dell'età del Bronzo e del Ferro. Con il III-II millennio a.C. le armi diventano il tema principale dell'arte rupestre, periodo coincidente con la nascita della metallurgia e si possono riconoscere isolate, raggruppate o raffigurate sulle statue-stele.[7]
- Coppelle: piccoli incavi emisferici o conici dal diametro variabile scavati nella roccia e databili dalla preistoria fino ai giorni nostri. Nonostante le coppelle siano ampiamente diffuse sulle rocce, non è ancora stato trovato il loro vero significato: è possibile che rimandino al mondo esoterico come a un rituale magico o sacro, a un calcolo matematico o astronomico, oppure a dei giochi.[16]
- Croci di confine: sono costituite dall'incrocio di due linee ortogonali tra loro e da bracci identici, a ricordare la croce greca. Le origini di questi simboli sono molto probabilmente da ricondurre al mondo pre-romano, agli Etruschi, che con l'utilizzo di limiti ortogonali orientati secondo i punti cardinali veniva diviso il terreno in quattro parti. Queste croci possono essere intese come le grome che gli agrimensori usavano per la centuriazione, delimitare i terreni in modo ortogonali e uguali tra loro.[17]
- Figure umane: sono molto semplificate, rigide e statiche. Questo stile è possibile che sia derivato dal tipo di roccia molto friabile che alla mancanza di una tradizione artistica locale nel corso della storia.[7] Molto tipica è la figura di orante, una figura umana a gambe divaricate e braccia alzate al cielo con le mani spalancate, che starebbe a indicare una scena di culto; spesso si trovano associate ad armi o a ipotetici simboli solari. Inoltre, la figura umana appare in un solo elemento anatomico, come il volto o la mano.[18]
- Imbarcazioni: sono sempre state fondamentali per i paesi di lago in cui l'unica importante via di comunicazione indispensabile e di uso quotidiano era il lago stesso. Perciò non era infrequente che le popolazioni, di epoca in epoca, immortalassero sulla roccia canoe monossili (II millennio a.C.), navi romane a vela quadrata, galere veneziane di età medievale e piroscafi a motore.[7]
- Merlér: comunemente noto come "gioco del filetto o mulino" è un simbolo che si trova diffuso su molte rocce sparse, ma anche sulle soglie di casa e sugli intonaci di alcune chiese. Inizialmente veniva erroneamente attribuito a un segno religioso preistorico, ma in realtà si tratta della rappresentazione di un gioco originario dalla Cina dove si affermò tra il II e il I secolo a.C.. Probabilmente arrivò in Europa tramite gli Arabi durante il periodo delle crociate, infatti, le fonti ci testimoniano che era un gioco assai praticato dai militari, soprattutto romani. Questo gioco assunse un valore simbolico di straordinaria importanza tanto da essere confuso, volontariamente o involontariamente, con il labirinto, simbolo che al tempo delle crociate era impregnato di significati cristiani.[19]
- Simboli solari: tra le incisioni rupestri si trovano sparse frequentemente figure circolari incise sulle rocce a indicare il culto solare che si ripropone nel corso della storia attraverso soggetti di venerazione differenti.[20]